# Kazakhstanite
La kazakhstanite è un minerale.